# Luise Wolf (Übersetzerin)

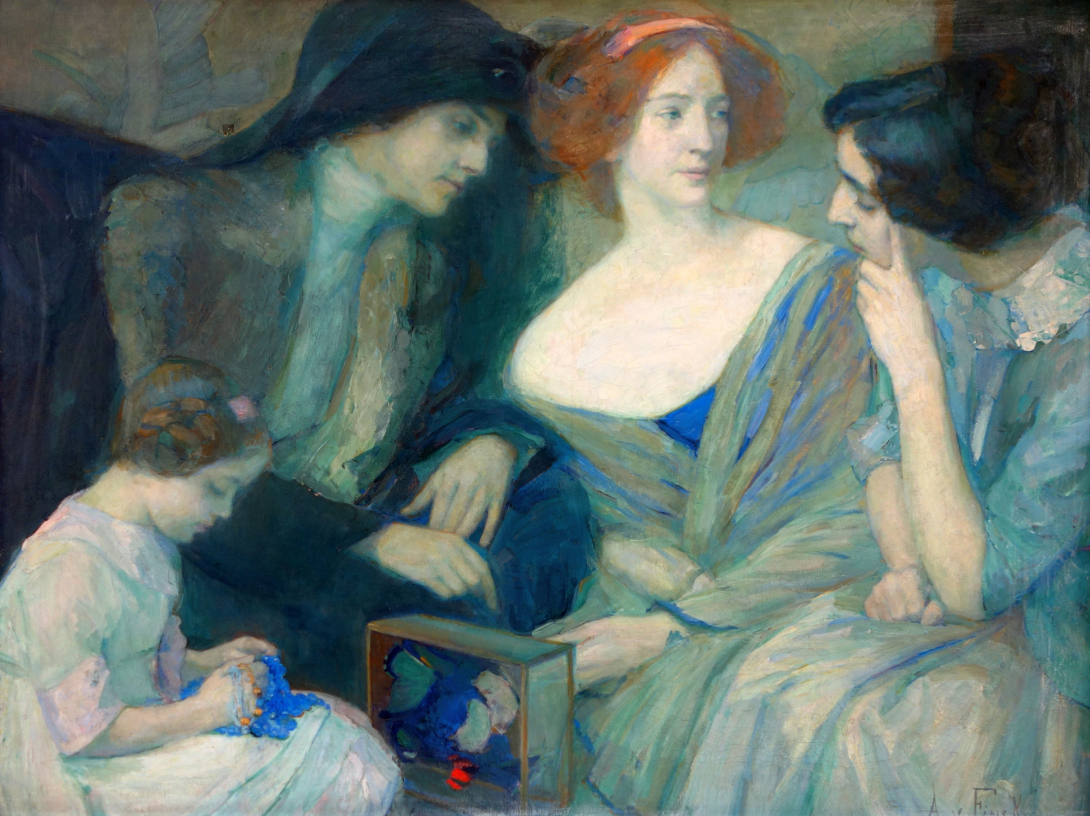
Luise Wolf (rechts) mit Julie Wolfthorn (links) und Lilli Behrens. Gemälde von Adele von Finck (1916)

Luise Wolf (auch Wolff; * 15. September 1860 in Thorn, Westpreußen; † 1942 im Ghetto Theresienstadt) war eine deutsche Literaturübersetzerin.

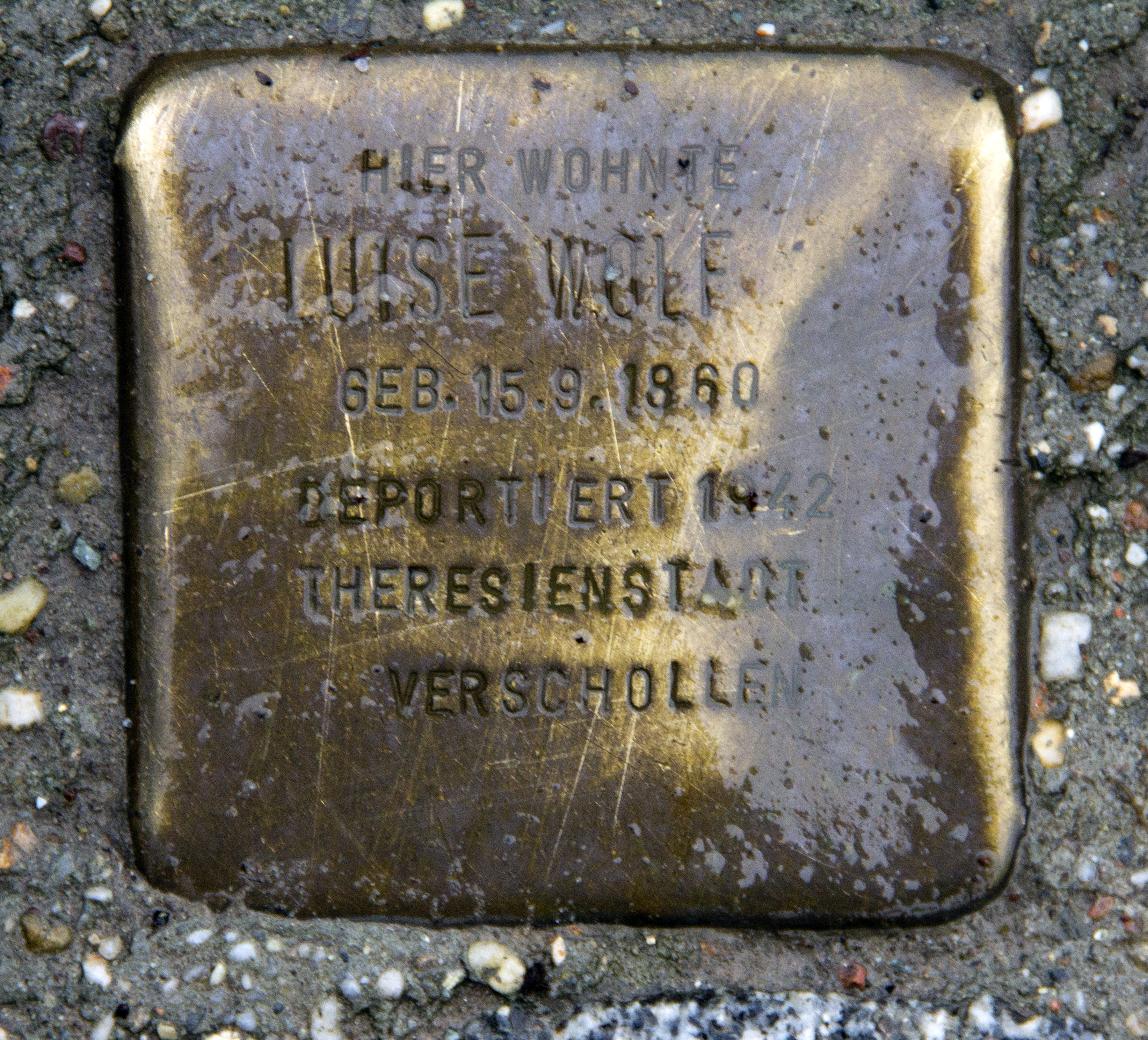
Stolperstein in Berlin-Tiergarten

Sie war das dritte von fünf Kindern von Josef und Mathilde Wolf. Das Paar war um die Mitte des 19. Jahrhunderts dem Kalifornischen Goldrausch folgend nach Amerika ausgewandert, nach der Geburt des ersten Kindes 1858 aber nach Deutschland zurückgekehrt und hatte sich in Thorn niedergelassen. Nach dem frühen Tod der Eltern – Josef Wolf hatte sich 1861 das Leben genommen, Mathilde Wolf war 1870 an Trichinose gestorben – wurden die fünf Geschwister von Nehemias und Johanna Neumann aufgenommen, den Großeltern mütterlicherseits. Luises Bruder Georg Wolf und ihre Schwester Julie (Künstlername Julie Wolfthorn) wurden bekannte Künstler. Nach dem Tod ihres Ehemannes zog Johanna Neumann 1883 mit ihren drei Enkelinnen nach Berlin. 1894 bezogen Julie und Luise eine Atelierwohnung in der Kurfürstenstraße 50.
Luise wandte sich beruflich der Literatur zu. Nach eigenen schriftstellerischen Versuchen war sie seit den 1890er Jahren besonders als Übersetzerin literarischer und kunsthistorischer Werke aus dem Englischen, Französischen und aus skandinavischen Sprachen tätig. Manche ihrer autorisierten Erstübersetzungen, etwa von John Galsworthys Die Forsyte-Saga, Gustave Flauberts Die Schule der Empfindsamkeit oder Paul Gauguins Noa Noa werden bis heute nachgedruckt oder erschienen als E-Books.
Luise Wolf blieb zeitlebens unverheiratet. Da Religion für sie keine Rolle mehr spielte, trat sie 1925 aus der Berliner Jüdischen Gemeinde aus. Unter den Nationalsozialisten war sie ab 1933 aus Berufsverbänden ausgeschlossen und ihrer Verdienstmöglichkeiten beraubt. Am 28. Oktober 1942 wurden Luise Wolf und ihre Schwester Julie mit dem Transport I/72 in das Konzentrationslager Theresienstadt deportiert. Sie starb noch im selben Jahr an einem Schlaganfall.

## Übersetzungen
- Anne Charlotte Leffler:
  - Sonja Kovalevsky, was ich mit ihr zusammen erlebt habe und was sie mir über sich selbst mitgeteilt hat, aus dem Schwedischen, 1892
  - Drei Erzählungen, aus dem Schwedischen, 1902
- Johannes Jørgensen:
  - Der Baum des Lebens. Aus dem Dänischen. In: Jugend, 24. Oktober 1896, S. 686 f.; doi:10.11588/diglit.3224#0254
- Gustave Flaubert:
  - Die Schule der Empfindsamkeit, aus dem Französischen, 1904
- Amalie Skram:
  - Frau Ines. Erzählung, aus dem Norwegischen, 1902
  - Knut Tandberg – die Geschichte einer Ehe, aus dem Norwegischen, 1905
- Agnes Henningsen:
  - Die vier Liebsten des Christian Enevold Brandt, aus dem Dänischen, 1906
  - Die große Liebe, 1919
  - Glück, aus dem Dänischen, 1919
- Hippolyte Taine:
  - Napoleon, aus dem Französischen, 1907
- John Galsworthy:
  - Die Forsyte-Saga
    - Der reiche Mann, aus dem Englischen, 1907 (mit Leon Schalit)
    - Zu vermieten, aus dem Englischen, 1920
    - In Fesseln, aus dem Englischen, 1921
- Paul Gauguin:
  - Noa Noa, aus dem Französischen, 1908
- Andreas Haukland:
  - Ol-Jörgen, aus dem Norwegischen, 1908
  - Elch, aus dem Norwegischen, 1922
  - Helge der Wiking, aus dem Norwegischen, 1927
- Anton Nyström:
  - Christentum und freies Denken, aus dem Schwedischen, 1909
- Anton Thomsen:
  - David Hume. Sein Leben und seine Philosophie, aus dem Dänischen, 1912
- Lew Tolstoi:
  - Briefwechsel mit der Gräfin A. A. Tolstoi 1857–1903, aus dem Französischen, 1913 (mit Ludwig und Dora Berndl)
- Harald Tandrup:
  - Krähwinkel, aus dem Dänischen, 1914
- Sigbjørn Obstfelder:
  - Gedichte, Dramoletts, aus dem Norwegischen, 1914 (mit Heinrich Göbel)
  - Tagebuch eines Pfarrers, aus dem Norwegischen, 1916
- Andreas Aubert:
  - Caspar David Friedrich. Gott, Freiheit, Vaterland, aus dem Norwegischen, 1915
- Emil Rasmussen:
  - Hinter goldenen Mauern, aus dem Dänischen, 1919
  - Polnisches Blut, aus dem Dänischen, 1919
  - Dama Linda, aus dem Dänischen, 1920
  - Die Flucht vor dem Mann, aus dem Dänischen, 1925
- Ejnar Mikkelsen:
  - Der Gletscherteufel, aus dem Dänischen, 1926
  - Nachbarn des Nordpols, aus dem Dänischen, 1927
- Maurice Sandoz:
  - Erzählungen und Novellen, aus dem Französischen, 1934